# Horse Islands (spookdorp)
Horse Islands is een spookdorp in de Canadese provincie Newfoundland en Labrador. De plaats bevindt zich op Eastern Island, een eiland van de gelijknamige archipel voor de noordkust van het eiland Newfoundland.

## Geografie
Horse Islands bevindt zich aan de zuidkust van Eastern Island, het grootste van de twee Horse Islands. De dichtstbij gelegen plaats is Pacquet, een 25 km naar het zuiden toe gelegen dorp op het Newfoundlandse schiereiland Baie Verte. Het dorp was gebouwd bij twee kleine, naast elkaar liggende coves, namelijk Western Harbour en Eastern Harbour.

## Geschiedenis
Het dorp was een typische Newfoundlandse outport die enkel via het water bereikbaar was. De eilandgemeenschap telde 215 inwoners op zijn hoogtepunt in 1956.
In 1967 stemden de inwoners ermee in om zich te hervestigen naar het op Newfoundland gelegen dorp LaScie. Dit kaderde in de bredere hervestigingspolitiek in de provincie. Sindsdien is Horse Islands aldus een spookdorp.